# Cardotiella renauldii
Cardotiella renauldii là một loài Rêu trong họ Orthotrichaceae. Loài này được (Broth.) Vitt mô tả khoa học đầu tiên năm 1981.